# Chen Kaige
Chen Kaige (Pequim, China, 12 de Agosto de 1952) é um famoso diretor de cinema chinês.

## Biografia
Ao lado de Zhang Yimou, Chen Kaige é um dos mais bem-sucedidos diretores da "quinta geração" do cinema chinês -o primeiro grupo que saiu da Escola de Cinema de Pequim depois do fim da Revolução Cultural e que foi mundialmente reconhecido a partir do fim dos anos 80.
No início de suas carreiras, tanto Kaige (Palma de Ouro em Cannes em 1993, por "Adeus Minha Concubina") como Yimou (Leão de Prata em Veneza em 1991, por "Lanternas Vermelhas") enfrentaram sérios problemas com a censura chinesa.

## Filmografia
- Chang jin hu (2021)
- Yao Mao Zhuan (2017)
- Dao shi xia shan (2015)
- Sou suo (2012)
- Sacrifício (2010)
- Mei lan fang (2008)
- A Promessa (2005)
- He ni zai yi qi (2002)
- Mata-me de Prazer (Killing Me Softly, 2002)
- O Imperador e o Assassino (1999)
- Temptress Moon (1996)
- Adeus, Minha Concubina (Ba wang Bie Ji, 1993)
- Bian zou bian chang (1991)
- Hai zi wang (1987)
- Da yue bing (1986)
- Terra Amarela (1985)